# 1923 în științifico-fantastic
- 1922 în științifico-fantastic — 1923 în științifico-fantastic — 1924 în științifico-fantastic

1923 în științifico-fantastic implică o serie de evenimente:

## Evenimente

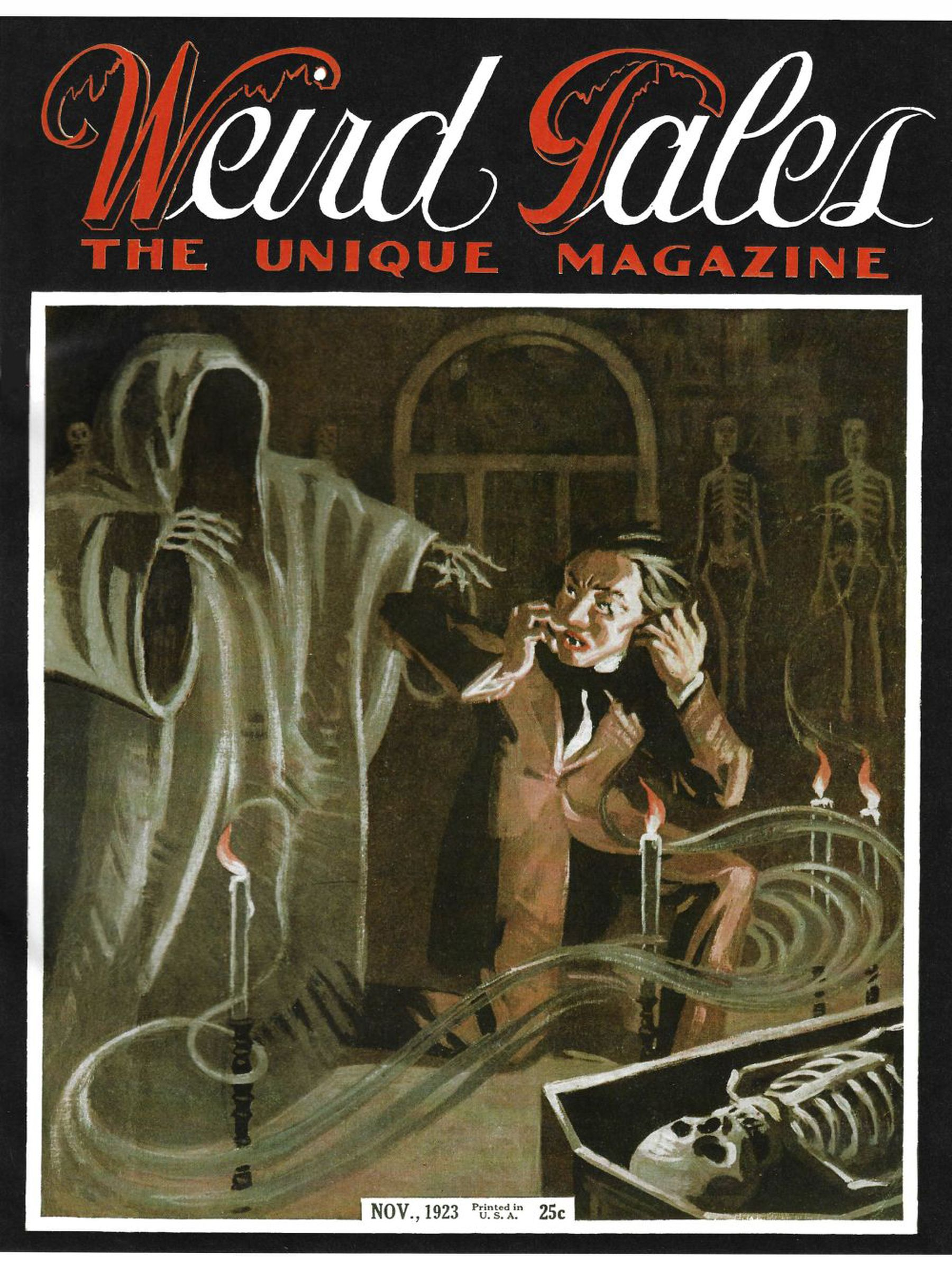
Coperta din noiembrie 1923 a revistei Weird Tales

- martie: prima apariție a revistei Weird Tales  (Povestiri ciudate)

## Nașteri
- 12 ianuarie : Pierre Versins, scriitor american, decedat în 2001.
- 17 aprilie : Lloyd Biggle, Jr., scriitor american, decedat în 2002.
- 23 aprilie : Avram Davidson, scriitor american, decedat în 1993.
- 12 iulie : James E. Gunn, scriitor american.
- 23 iulie : Cyril M. Kornbluth, scriitor american, decedat în 1958.
- 20 august : Henri Bessière, scriitor francez, decedat în 2011.
- 1 noiembrie : Gordon R. Dickson, scriitor american, decedat în 2001.

- Henry Bings, Pseudonimul lui Heinz Bingenheimer (d. 1964)
- Jerome Bixby (d. 1998)
- Alexander Brändle (d. 1984)
- Italo Calvino (d. 1985)
- Paddy Chayefsky (d. 1981)
- Nicholas Fisk
- Berndt Guben (d. 1993)
- Franz Kurowski (d. 2011)
- Judith Merril, Pseudonimul lui Judith Josephine Grossman (d. 1997)
- Heinz Mielke (d. 2013)
- Walter M. Miller, Jr. (d. 1996)
- Patrick Moore (d. 2012)
- Horst Müller (d. 2005)
- Harvey Patton (d. 1994)
- Jody Scott (d. 2007)
- Kurt Wilhelm (d. 2009)
- Lan Wright (d. 2010)

## Decese
- Gerdt von Bassewitz (n. 1878)
- Arthur Brehmer (n. 1858)
- Paul Busson (n. 1873)
- Rudolf Elcho (n. 1839)
- Rudolf Hawel (n. 1860)

## Cărți

### Romane
- Aelita de Aleksei Nikolaevici Tolstoi
- La Poupée sanglante de Gaston Leroux
- The Collapse of Homo Sapiens de Peter Anderson Graham
- Men Like Gods de H.G. Wells
- Der letzte Atlantide de Friedrich Wilhelm Mader
- Der Meister des Jüngsten Tages de Leo Perutz[2]

## Filme
| Titlu      | Regizor     | Distribuție                                | Țara                       | Sub-Gen /Note |
| ---------- | ----------- | ------------------------------------------ | -------------------------- | ------------- |
| Black Oxen | Frank Lloyd | Corinne Griffith, Conway Tearle, Clara Bow | Statele Unite ale Americii |               |
|            |             |                                            |                            |               |

## Premii
Principalele premii cunoscute în domeniul științifico-fantastic-ului nu existau în acestă perioadă.